# Skedee (Oklahoma)
Skedee es un pueblo ubicado en el condado de Pawnee en el estado estadounidense de Oklahoma. En el año 2010 tenía una población de 	51 habitantes y una densidad poblacional de 	254,62 personas por km².

## Geografía
Skedee se encuentra ubicado en las coordenadas 36°22′51″N 96°42′14″O / 36.38083, -96.70389 (36.380892, -96.703911).

## Demografía
Según la Oficina del Censo en 2000 los ingresos medios por hogar en la localidad eran de $17,188 y los ingresos medios por familia eran $25,938. Los hombres tenían unos ingresos medios de $25,938 frente a los $11,944 para las mujeres. La renta per cápita para la localidad era de $9,192. Alrededor del 28.7% de la población estaban por debajo del umbral de pobreza.